# فولکن روده
فولکن روده (به آلمانی: Völkenrode) یک منطقهٔ مسکونی در آلمان است که در براونشوایگ واقع شده‌است. فولکن روده ۱٬۷۳۱ نفر جمعیت دارد.